# Piersanti Mattarella
Piersanti Mattarella (Castellammare del Golfo, 24 de maig de 1935 – Palerm, 6 de gener de 1980) fou un polític sicilià, fill de Bernardo Mattarella, un dels fundadors de la Democràcia Cristiana Italiana, i germà de Sergio Mattarella, futur ministre italià. Estudià a Roma, milità a Acció Catòlica i finalment ingressà a la DCI, considerant com a exemples a seguir Giorgio La Pira i Aldo Moro. Fou regidor de l'ajuntament de Palerm i assistent ordinari de la Universitat de Palerm. A les eleccions regionals de Sicília de 1967, 1971 i 1976 fou elegit diputat a l'Assemblea Regional Siciliana. De 1971 al 1978 fou assessor regional a la presidència, fins que el 28 de març de 1978 fou elegit president sicilià.
Representà una opció clara per al camp la seva actitud en la Conferència Regional d'Agricultura, celebrat a Villa Igea la primera setmana de febrer de 1979. Pio La Torre, representant del PCI a la seu nacional agrària, van atacar amb fúria el Departament d'Agricultura, denunciant-lo com a centre de la corrupció regional i assenyalant el conseller regional mateix a com còmplice de la delinqüència regional. Mentre tots esperaven que el president regional defensés vigorosament el seu adjunt, Mattarella reconegué plenament la necessitat d'equitat i legalitat en la gestió regional dels subsidis agrícoles. Un senador comunista i el president regional democristià, així, s'exposaven a la forta reacció de la màfia.
El 6 de gener de 1980, quan acabava d'entrar al cotxe amb la seva dona i fill per anar a missa, un assassí va anar a la seva finestra i el van matar amb trets. En aquell moment promovia una obra de modernització de l'administració regional. Se suposa que la seva mort fou obra de la Cosa Nostra, a causa del seu compromís amb la investigació de la col·lusió entre la màfia i la política.
Inicialment fou considerat un atac terrorista, però fou senyalat per Tommaso Buscetta com un crim de la màfia. Segons el col·laborador amb la justícia, Francesco Marino Mannoia, Giulio Andreotti era conscient que la conducta de Mattarella el feia objectiu de la màfia, però no va advertir-ne al poder judicial, tot i haver participat en almenys dues reunions amb els líders de la màfia en relació amb la política de Piersanti Mattarello després del seu assassinat. El fet s'esmenta en la decisió de la Cort d'Apel·lacions al llarg procés a Giulio Andreotti confirmada pel Tribunal Suprem en 2004. La sentència s'assenyala que l'allunyament d'Andreotti de les negociacions amb la màfia es va deure a l'assassinat de Mattarella.